# Ternstroemia globiflora
Ternstroemia globiflora là một loài thực vật có hoa trong họ Pentaphylacaceae. Loài này được Ruiz & Pav. miêu tả khoa học đầu tiên năm 1798.